# Wieleń (gmina)
Wieleń – gmina miejsko-wiejska w województwie wielkopolskim, w powiecie czarnkowsko-trzcianeckim. W latach 1975–1998 gmina położona była w województwie pilskim.
Siedziba gminy to Wieleń.
Według danych z 30 czerwca 2007 gminę zamieszkiwało 12 547 osób. Natomiast według danych z 31 grudnia 2019 roku gminę zamieszkiwały 12 304 osoby. W 2022 roku gminę zamieszkiwało 11 798 osób.

## Miejscowości
Miejscowości gminy Wieleń (według TERYT):
- Bęglewo – leśniczówka
- Biała – wieś
- Biała – osada leśna
- Brzezinki – osada
- Brzeźno – osada
- Dębogóra – osada
- Dębogóra – wieś
- Dzierżążno Małe – wieś
- Dzierżążno Wielkie – wieś
- Folsztyn – wieś
- Gieczynek – wieś
- Gulcz – wieś
- Hamrzysko – wieś
- Herburtowo – wieś
- Jaryń – osada
- Jeleniec – leśniczówka
- Kałądek – wieś
- Kocień Wielki – wieś
- Kuźniczka – wieś
- Lipinki – gajówka
- Łaski – osada
- Marianowo – wieś
- Mężyk – wieś
- Miały – wieś
- Mniszek – osada
- Nowe Dwory – wieś
- Ogrodzieniec – leśniczówka
- Osina – leśniczówka
- Potrzebowice – leśniczówka
- Rosko – wieś
- Rosko – osada leśna
- Siklawa – leśniczówka
- Wieleń
- Wrzeszczyna – wieś
- Zawada – osada leśna
- Zielonowo – wieś

Do 1992 do gminy Wieleń przynależało także Mikołajewo.

## Struktura powierzchni
Według danych z roku 2002 gmina Wieleń ma obszar 428,32 km², w tym:
- użytki rolne: 27%
- użytki leśne: 65%

Gmina stanowi 23,69% powierzchni powiatu.

## Demografia

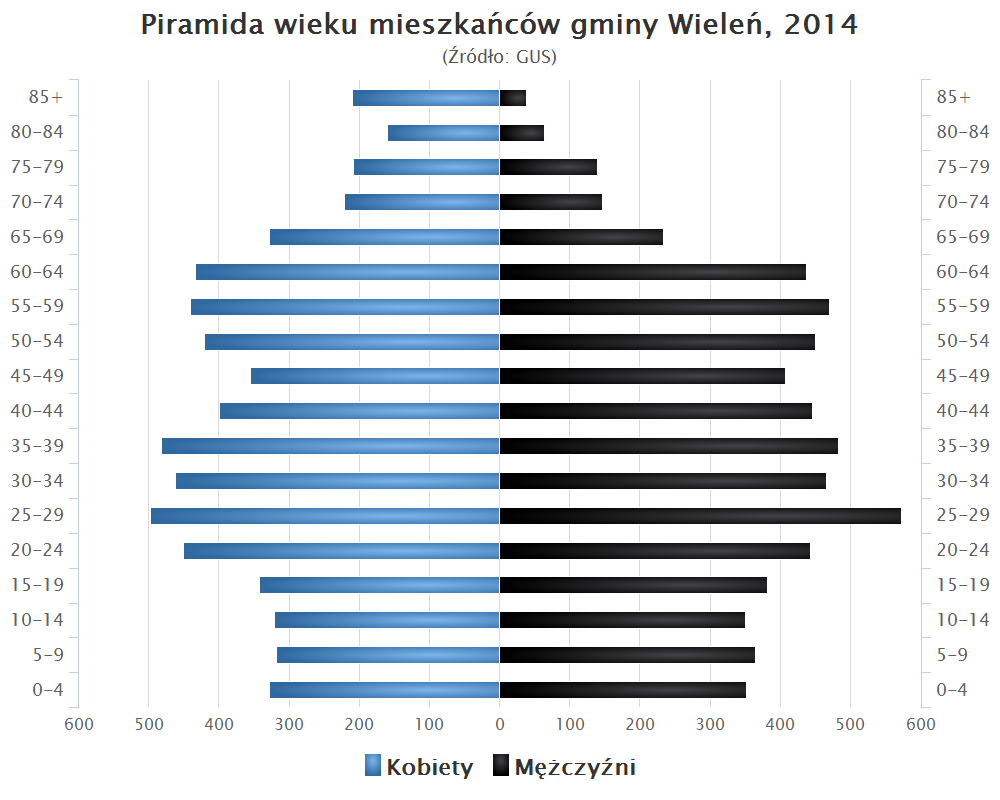
Piramida wieku mieszkańców gminy Wieleń w 2014 roku

Dane na rok 2022:
| Opis                              | Ogółem | Ogółem | Kobiety | Kobiety | Mężczyźni | Mężczyźni |
| --------------------------------- | ------ | ------ | ------- | ------- | --------- | --------- |
| jednostka                         | osób   | %      | osób    | %       | osób      | %         |
| populacja                         | 11 798 | 100    | 5888    | 49,9    | 5910      | 50,1      |
| gęstość zaludnienia (mieszk./km²) | 27,4   | 27,4   | 13,6    | 13,6    | 13,8      | 13,8      |

## Sąsiednie gminy
Czarnków, Człopa, Drawsko, Krzyż Wielkopolski, Lubasz, Trzcianka, Wronki